# Миш-маш
Миш-маш — болгарская разновидность омлета, приготовленная из лука, перца, помидоров, брынзы и яиц. Есть также варианты, в которых в блюдо добавляют баклажаны, бамию или морковь, а также без брынзы.

## Приготовление, подача и употребление
Традиционно миш-маш готовят из нарезанных перцев и помидоров, которые тушат в разогретом масле на умеренном огне. Перец можно предварительно обжарить и очистить от кожуры или нарезать в сыром виде. В смесь добавляют яйца, брынзу или рассольный сыр (сирене), чтобы загустить ее. Также возможно приготовление блюда в духовке.
Блюдо обычно подают теплым. Можно сначала приготовить только овощи и хранить их, добавив перед употреблением яйца и брынзу.
Название блюда стало использоваться в разговорной речи для обозначения неразберихи и хаоса , аналогично русскому «кавардак».

## См.также
- Менемен (блюдо)
- Страпацада
- Фриттата